# Johannes Fust
Johannes Fust (Magonza, 1400 circa – Parigi, 30 ottobre 1466) è stato un orafo e tipografo tedesco, finanziatore di Johannes Gutenberg e, a sua volta, fondatore di una propria officina tipografica che produsse incunaboli con Peter Schöffer.

## Biografia

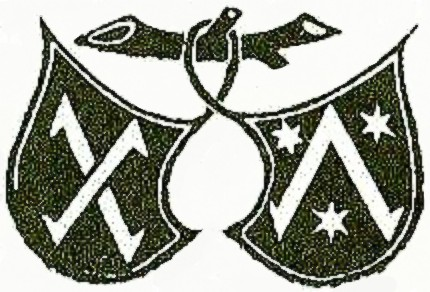
Marca tipografica di Fust e Schöffer (1462).

Nel 1450 Johannes Fust, un orafo molto conosciuto a Magonza, prestò a Johannes Gutenberg 800 fiorini per perfezionare il processo di stampa a caratteri mobili. Un ulteriore prestito di 800 fiorini venne fatto circa due anni dopo. Con essi Gutenberg realizzò il primo libro stampato con la tecnica da lui inventata e perfezionata. La Bibbia di Gutenberg fu tirata in 180 esemplari (40 su pergamena e 140 su carta). Ma ancora prima che la produzione fosse terminata, nel 1455 Fust citò in giudizio Gutenberg con la richiesta di 2.026 fiorini, ossia il danaro prestato con gli interessi. Al processo, Peter Schöffer, incisore che lavorò nell'officina di Gutenberg, testimoniò a favore di Johannes Fust contro Gutenberg. La Corte emanò una sentenza in favore di Fust. Gutenberg, non potendo rimborsargli il prestito, dovette cedergli i caratteri e l'attrezzatura per la stampa.
Successivamente Fust si mise in società con Schöffer. La loro stamperia pubblicò nel 1457 il Libro dei Salmi, primo esempio di stampa a colori.  Pubblicarono altre opere, in particolare: un Salterio benedettino (1459), le Constitutiones di papa Clemente V, dette Clementinae (1460), una Bibbia a 48 linee (1462), e il De officiis di Cicerone, il primo classico della letteratura latina a stampa (1465).
L'unica figlia di Fust andò in sposa a Peter Schöffer per cui i due, oltreché soci, furono anche parenti.
Johannes Fust morì nel 1466.